# Amtsgericht Königshütte
Das Amtsgericht Königshütte war ein preußisches Amtsgericht mit Sitz in Königshütte.

## Geschichte
Das königlich preußische Amtsgericht Königshütte wurde mit Wirkung zum 1. Oktober 1879 als eines von fünf Amtsgerichten im Bezirk des Landgerichtes Beuthen im Bezirk des Oberlandesgerichtes Breslau gebildet. Der Sitz des Gerichtes war Königshütte. Sein Gerichtsbezirk umfasste aus dem Landkreis Beuthen den Stadtbezirk Königshütte und die Amtsbezirke Ober-Heyduck und Schwientochlowitz sowie aus dem Landkreis Kattowitz den Amtsbezirk Chorzow. Am Gericht bestanden 1880 fünf Richterstellen. Das Amtsgericht war damit ein mittelgroßes Amtsgericht im Landgerichtsbezirk. Der Amtsgerichtsbezirk kam aufgrund des Versailler Vertrages 1919 und der Volksabstimmung in Oberschlesien 1921 zu Polen. Das Amtsgericht wurde aufgehoben, an seiner Stelle entstand das polnische Sąd Rejonowy w Królewskiej Hucie. Im Jahre 1939 wurde Polen deutsch besetzt. Im Rahmen der Neuorganisation der Gerichte in Ostdeutschland und im ehemaligen Polen wurden das Amtsgericht Königshütte neu gebildet und erneut dem Landgericht Beuthen zugeordnet. Zum 1. April 1941 wurde der Landgerichtsbezirk Beuthen mit seinen Amtsgerichten dem neugeschaffenen Oberlandesgericht Kattowitz zugeschlagen und in Landgericht Beuthen-Kattowitz umbenannt.
Im Jahre 1945 wurde der Amtsgerichtsbezirk unter polnische Verwaltung gestellt, und die deutschen Einwohner wurden vertrieben. Damit endete auch die Geschichte des Amtsgerichtes Königshütte. Unter polnischer Verwaltung entstand das Sąd Rejonowy w Chorzowie (1950–1975: Sąd Powiatowy w Chorzowie).

## Richter
- Martin Schaube, Amtsgerichtsdirektor (1941)[5]